# Пожар в Карталкая
На 21 януари 2025 г. пожар в хотел Гранд Картал в ски курорта Карталкая в провинция Болу, Турция, отнема живота на 80 души и ранява 51.

## Информация
Хотел Гранд Картал е построен през 1998 г. от Мазхар Муртезаоглу, основателят на ски курорта Карталкая. Вдъхновен от ски курортите в Швейцария, той построява два хотела в региона, хотел Картал (построен през 1978 г.) и хотел Гранд Картал. След смъртта на Муртезаоглу през 2019 г. неговият зет Халит Ергюл поема управлението на хотел Гранд Картал.
12-етажният хотел разполага със 161 стаи и 350 легла, а последните му реновации са през 2015 г. Пожарът избухва по време на зимната училищна ваканция, когато в Карталкая има голям брой посетители, като 80–90% от хотела е зает.

## Пожар
Пожарът е регистриран за първи път около 03:27 ч. местно време (UTC+03:00) в хотел Гранд Картал, в който има 238 гости, въпреки че няколко оцелели и свидетели усещат миризмата на дим и виждат пламъци час по-рано в 02:30 часа сутринта. Първоначалните доклади сочат, че пожарът започва в ресторантската част на хотела на четвъртия етаж, преди да се разпространи нагоре. Съобщава се, че разпространението на пожара е в резултат от дървената външна облицовка на хотела.
Според свидетели не се е активирала системата за пожар или противопожарни аларми, оставяйки паникьосаните гости да се опитват да избягат през коридорите, пълни с дим. Оцелял се оплаква, че в хотела липсват мерки за противопожарна безопасност, като детектори за дим или пожарни стълби. Синдикатът на инженерите и архитектите в Болу приписва бързото разпространение на пожара на липсата на автоматични пръскачки, които са задължителни и трябва да бъдат инсталирани още през 2008 г., но все още липсват.
Някои гости завързват чаршафи и одеяла, за да избягат от стаите си през прозорците. Трима души скачат от горните етажи, но двама от тях загиват.
В Карталкая няма специална противопожарна служба. Приблизително 267 служители на спешна помощ, 30 пожарни коли и 28 линейки са разположени на мястото на инцидента. Валията на провинция Болу Абдулазиз Айдън заявява, че са били забавени с повече от час до 04:15 часа сутринта, поради мразовитото време и разстоянието на хотела от град Болу. Позицията на хотела на склона също повлиява на усилията за гасене на пожар. Наблизо е построена полева болница. Други хотели в курорта са предпазно евакуирани. Според турския вътрешен министър Али Йерликая хотелът има две противопожарни стълби. Пожарът е потушен 12 часа по-късно. Персоналът съобщава за спасяване на 30-35 души.

## Жертви
Най-малко 80 души загиват при пожара, докато други 51 са ранени, като един е в тежко състояние. Повечето от смъртните случаи вероятно са причинени от задушаване. Най-малко 20 от загиналите са деца, според съобщения в местните медии, и много членове на едно и също семейство са сред мъртвите, като едно семейство губи повече от десет членове. Поради липса на капацитет на моргата в местните болници, телата на мъртвите са временно поставени в хладилен камион.
Сред жертвите са журналист от вестник Sözcü и бивш президент на ФК Ордуспор Недим Тюркмен и съпругата му и двете му деца, 10-годишният плувец Ведия Нил Апак от Фенербахче С.К. и неговата майка и деканът на факултета по бизнес Атакан Ялчън в университета Озиегин. Най-малко двама служители на хотела, включително готвач, са сред потвърдените загинали. Всичките първоначално идентифицирани 56 жертви от общо 80 убити са турски граждани.

## Последица

### Разследване
Екип от шестима прокурори и петима експерти е назначен да разследва пожара. Единадесет души, включително собственикът на хотела, заместник-кметът на Болу Седат Гюленер и заместник-директорът на пожарната Кенан Джошкун са арестувани за разпит. Първоначалните доклади сочат, че пожарът вероятно е започнал в ресторанта на хотела.

### Реакции
Турският президент Реджеп Тайип Ердоган обявява 22 януари 2025 г. за ден на национален траур и нарежда всички знамена на правителствените сгради и турските посолства в чужбина да бъдат свалени наполовина. На този ден той посещава град Болу и присъства на погребението на осем роднини на местен служител от неговата партия, които загиват в пожара. Ден на траур е обявен и в Северен Кипър.
Два дни след пожара, на 23 януари 2025 г., турският журналист Исмаил Саймаз пише в Туитър въз основа на документ от 16 декември 2024 г. на общинската пожарна бригада в Болу, която инспектира хотела при поискване и открива 7 недостатъка. Според документа вратата на втория авариен изход и противопожарните врати на сградата са неподходящи, а алармата на сградата е повредена. Той също така твърди, че хотел Гранд Картал не е получил сертификат за пожарна безопасност от община Болу, подал молба отново до общината на 25 декември 2024 г., но оттеглил молбата си. Освен това той твърди, че броят на етажите надвишава регулационния план. Той твърди, че по време на сертифицирането е имало нелицензиран етаж, достъпен само по стълби, а не с асансьор.
Съболезнования са изпратени от Армения, Азербайджан, Бахрейн, Босна и Херцеговина, Египет, Етиопия, Европейския съюз, Грузия, Германия, Гърция, Иран, Йордания, Косово, Кувейт, Нигерия, Катар, Пакистан, Русия, Саудитска Арабия, Сърбия, Сомалия, Украйна, Обединените арабски емирства и Узбекистан.